# 1343 en Irlande
Chronologie de l'Irlande
- 1339
- 1340
- 1341
- 1342
- 1343
- 1344
- 1345
- 1346
- 1347

Cette page liste les événements de l'année 1343 en Irlande.

## Événements
- 19 mai - Robert Savage est nommé Sénéchal d'Ulster.
- 26 octobre - Ferghal mac Diarmata devient seigneur de Moylurg après le décès de son frère, Conchobhar Mac Diarmada.
- Muircheartach Ó Briain, roi de Thomond, décède. Il est remplacé par son frère, Diarmaid, qui est expulsé par Brian Bán MacDomnaill Ó Briain.
- Toirdhealbhach Ó Conchobhair récupère la royauté du Connacht auprès d'Aodh mac Aodh Breifneach. Il fait la paix avec Mac Diarmada.
- Le roi Niall Ó Domhnaill de Tir Conaill est destitué par son neveu Aonghus, avec l'aide et le soutien d'O Baoighill, d'Ó Dochartaigh, des MacSweenys et d'Aodh Reamhar Ó Neill.
- Clann Mhuircheartaigh est expulsé de Bréifne par Ualgarg Mór Ó Ruairc, O Conchobhair et Tadgh Mág Ragnaill. Le roi Aonghus de Tír Conaill lui donne refuge à Tír Aodha (Tirhugh, comté de Donegal).
- Clanricarde et de Berminghams envahissent Uí Maine.
- Maurice, Comte de Desmond occupe Imokilly (comté de Cork).
- John L'Archers, prieur de l'ordre de Saint-Jean de Jérusalem nommé Lord Chancelier d'Irlande

## Morts
- 26 octobre - Conchobhar Mac Diarmada, seigneur de Moylurg;
- Muircheartach Ó Briain, roi de Thomond